# Northrop Tacit Blue

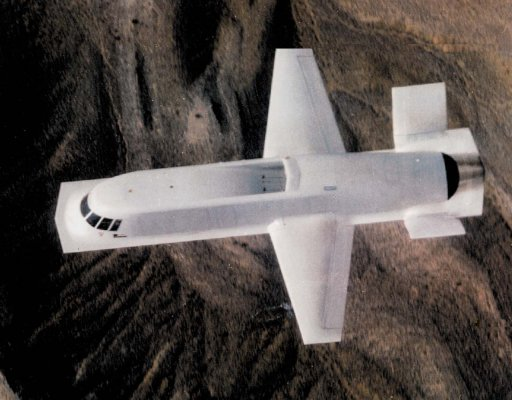
Northrop Tacit Blue

Northrop Tacit Blue a fost un avion pentru tehnologii experimentale, proiectat pentru a dovedi că un avion de recunoaștere greu detectabil, cu un radar cu probabilitate de interceptare redusă și alți senzori, poate să opereze și să supraviețuiască în apropierea liniei frontului de luptă.